# 辗转难眠
《辗转难眠》（英語：Stressed Out）是一首由美国音乐组合二十一名飞员乐团创作词曲和录制的歌曲，收录于他们于2015年发行的第四张录音室专辑《模糊脸庞》。歌曲由泰勒·约瑟夫创作词曲、麦克·埃利松多担任制作，其歌词探讨了青春期残酷的结束和转向成年的过渡期，于2015年4月28日作为单曲在Google Play商店和亚马逊发行，并于2015年11月10日被派送至主流四十强电台。歌曲發行後取得了樂評的好評，《告示牌》將《辗转难眠》排在“2016年《告示牌》百大流行歌曲”第62名。商業上，歌曲在《公告牌》百强单曲榜上最高取得了亞軍。
歌曲的音樂錄影帶由馬克·C·埃什尔曼導演，在錄影帶中，組合二人駕駛了一台大輪自行三轮车來到對方家裡錄製歌曲。樂團曾多次現場表演了歌曲。此外，歌曲曾使用於電視劇《女超人》中。

## 背景與創作
《辗转难眠》是一首饒舌搖滾歌曲，以A小調創作，樂團在歌曲中的音域介於E4與A5之間。
歌曲的歌詞主要談論了對童年的懷念、成年時期的壓力和家庭關係的處理。導歌歌詞“我是‘模糊臉龐’，我在意你的想法”中的“模糊臉龐”是呼應專輯標題的一個虛擬人物。

## 商業成績
在美國，《輾轉難眠》2016年1月16日於《告示牌》百强单曲榜從第13名上升至了第9名，成為樂團首支進入榜單前10的歌曲。在榜第21週時，歌曲奪得了百強榜亞軍，僅次於贾斯汀·比伯的《愛你自己》。
分榜單方面，歌曲在电台歌曲榜和流媒體歌曲榜進入了前10。此外，《輾轉難眠》是繼2013年洛德的《贵族》以來，首個在主流四十強單曲榜奪冠的另類歌曲榜冠軍歌曲。
在英國，《輾轉難眠》成為了組合首支進入英國單曲排行榜的單曲，其空降該榜單第34，並最高取得了第12名。
《輾轉難眠》是2016年全球銷量第10高的單曲，當年共取得了990萬份全球銷量（含流媒體）。

## 音樂錄影帶
《輾轉難眠》的音樂錄影帶由馬克·C·埃什尔曼導演，於2015年4月27日被上載至YouTube。在錄影帶中，組合二人駕駛了一台大輪自行三轮车來到對方家裡錄製歌曲。錄影帶主要在乔什·邓童年俄亥俄州的家鄉錄製，邓和泰勒·約瑟夫的許多家人都出演了錄影帶。《輾轉難眠》獲得了2016年另類新聞音樂獎最佳音樂錄影帶提名。截至2017年7月18日，錄影帶已收穫10.2億閱覽量和6260萬點讚，成為觀看次數最多的YouTube影片和最受喜歡的YouTube視頻之一。

## 現場表演
2015年9月14日，二十一名飛員樂團在《赛金花深夜秀》現場表演了歌曲。此外，歌曲還是樂團在2015年Lollapalooza的表演曲目之一。
在樂團2016年舉辦的情感世界巡迴演唱會（Emotional Roadshow World Tour）中，樂團在俄亥俄州的場次現場表演了歌曲。在表演中，主唱泰勒·約瑟夫更改了歌曲的首段唱詞。在更改的唱詞中，主唱談論了歌曲的熱門與成功給他帶來了什麼感受。

## 曲目列表
| 數位下載 | 數位下載     | 數位下載 |
| 曲序     | 曲目         | 时长     |
| -------- | ------------ | -------- |
| 1.       | Stressed Out | 3:22     |

| CD單曲 | CD單曲                            | CD單曲 |
| 曲序   | 曲目                              | 时长   |
| ------ | --------------------------------- | ------ |
| 1.     | Stressed Out                      | 3:22   |
| 2.     | Stressed Out（Dave Winnel remix） | 4:23   |

## 榜單
| 榜單（2015年-2016年）                    | 最高 排位 |
| ---------------------------------------- | --------- |
| 阿根廷（拉美監控）                       | 14        |
| 澳大利亚（澳大利亚唱片业协会單曲榜）     | 2         |
| 奥地利（Ö3四十强单曲榜）                 | 2         |
| 比利时佛兰德（Ultratop五十强单曲榜）     | 3         |
| 比利时瓦隆（Ultratop五十强单曲榜）       | 7         |
| 加拿大（Canadian Hot 100）               | 3         |
| 捷克（電台百強單曲榜）                   | 2         |
| 捷克（百強數位單曲榜）                   | 1         |
| 丹麥（Hitlisten单曲榜）                  | 10        |
| 芬兰（芬蘭官方單曲榜）                   | 7         |
| 法国（法國唱片出版業公會單曲榜）         | 2         |
| 德国（德國官方單曲榜）                   | 3         |
| 德國（電台榜）                           | 7         |
| 匈牙利（四十強單曲榜）                   | 11        |
| 愛爾蘭（愛爾蘭唱片音樂協會单曲榜）       | 5         |
| 意大利（意大利音乐产业联盟单曲榜）       | 7         |
| 以色列（媒体森林）                       | 2         |
| 墨西哥（拉美監控）                       | 1         |
| 荷兰（荷蘭四十強單曲榜）                 | 3         |
| 荷兰（百强单曲榜）                       | 8         |
| 新西兰（新西兰唱片音乐协会单曲榜）       | 5         |
| 挪威（世道單曲榜）                       | 6         |
| 波蘭（波蘭百大電台榜）                   | 1         |
| 葡萄牙（葡萄牙唱片業協會）               | 5         |
| 俄羅斯（Tophit電台榜）                   | 2         |
| 蘇格蘭（官方榜单公司）                   | 8         |
| 新加坡（987FM）                          | 11        |
| 斯洛伐克（電台百強單曲榜）               | 5         |
| 斯洛伐克（百強數位單曲榜）               | 7         |
| 西班牙（西班牙音樂製作協會）             | 13        |
| 瑞典（瑞典最熱榜）                       | 9         |
| 瑞士（瑞士热门音乐榜）                   | 2         |
| 英國（官方榜单公司單曲榜）               | 12        |
| 烏克蘭（Top Hit烏克蘭週榜）              | 12        |
| 美国（《告示牌》百大單曲榜）             | 2         |
| 美國（《告示牌》成人當代單曲榜）         | 17        |
| 美國（《告示牌》Adult Pop Airplay）      | 1         |
| 美國（《告示牌》Dance/Mix Show Airplay） | 4         |
| 美國（《告示牌》Hot Rock Songs）         | 1         |
| 美國（《告示牌》Pop Airplay）            | 1         |
| 美國（《告示牌》Rhythmic Songs）         | 31        |

| 榜單（2015年）                   | 排位 |
| -------------------------------- | ---- |
| 美國（《告示牌》另類歌曲榜）     | 35   |
| 美國（《告示牌》熱門搖滾歌曲榜） | 12   |

| 榜單（2016年）                         | 排位 |
| -------------------------------------- | ---- |
| 澳大利亞（澳大利亞唱片業協會單曲榜）   | 9    |
| 奧地利（Ö3四十強單曲榜）               | 5    |
| 比利時法蘭德斯（Ultratop五十強單曲榜） | 12   |
| 比利時瓦隆尼亞（Ultratop五十強單曲榜） | 23   |
| 加拿大（加拿大百強單曲榜）             | 6    |
| 丹麥（Tracklisten）                    | 37   |
| 法國（法國唱片出版業公會單曲榜）       | 6    |
| 德國（德國官方榜單）                   | 8    |
| 以色列（媒體森林）                     | 5    |
| 義大利（義大利音樂產業聯盟）           | 21   |
| 荷蘭（百強單曲榜）                     | 25   |
| 紐西蘭（紐西蘭唱片音樂協會）           | 11   |
| 波蘭（波蘭百強電台榜）                 | 4    |
| 俄羅斯（Tophit電台榜）                 | 6    |
| 斯洛文尼亞（斯洛文尼亞五十強榜）       | 29   |
| 瑞典（瑞典最熱榜）                     | 21   |
| 瑞士（瑞士熱門音樂榜）                 | 4    |
| 英國（官方榜單公司單曲榜）             | 31   |
| 美國（《告示牌》百強單曲榜）           | 5    |
| 美國（《告示牌》當代成人單曲榜）       | 44   |
| 美國（《告示牌》成人四十強單曲榜）     | 5    |
| 美國（《告示牌》熱門搖滾歌曲榜）       | 1    |
| 美國（《告示牌》主流四十強單曲榜）     | 4    |

## 销售认证
| 地區                                     | 认证     | 认证单位/销量 |
| ---------------------------------------- | -------- | ------------- |
| 澳大利亚（澳大利亚唱片业协会）           | 6× 白金  | 420,000‡      |
| 奥地利（國際唱片業協會奧地利分會）       | 2× 白金  | 60,000‡       |
| 比利时（比利時唱片音樂協會）             | 2× 白金  | 60,000‡       |
| 加拿大（加拿大音乐协会）                 | 钻石     | 800,000‡      |
| 丹麦（國際唱片業協會丹麥分會）           | 2× 白金  | 180,000‡      |
| 法国（法國唱片出版業公會）               | 钻石     | 233,333‡      |
| 德国（聯邦音樂產業協會）                 | 钻石     | 1,000,000‡    |
| 意大利（意大利音乐产业联盟）             | 5× 白金  | 250,000‡      |
| 墨西哥（墨西哥音像製品協會）             | 金       | 30,000*       |
| 荷兰（荷蘭音像製品製作與進口協會）       | 白金     | 30,000‡       |
| 新西兰（新西兰唱片音乐协会）             | 2× 白金  | 30,000*       |
| 挪威（國際唱片業協會挪威分会）           | 3× 白金  | 120,000‡      |
| 波兰（波蘭音像製造商協會）               | 2× 钻石  | 200,000‡      |
| 葡萄牙（葡萄牙唱片業協會）               | 4× 白金  | 80,000‡       |
| 西班牙（西班牙音樂製作協會）             | 3× 白金  | 180,000‡      |
| 瑞典（瑞典唱片業協會）                   | 4× 白金  | 160,000‡      |
| 瑞士（國際唱片業協會瑞士分会）           | 2× 白金  | 60,000‡       |
| 英国（英国唱片业协会）                   | 3× 白金  | 1,800,000‡    |
| 美国（美國唱片業協會）                   | 13× 白金 | 13,000,000‡   |
| *僅含認證的實際銷量 ‡僅含認證的+實際銷量 |          |               |

## 發行歷史
| 地區 | 日期           | 形式                         | 廠牌                | 來源    |
| ---- | -------------- | ---------------------------- | ------------------- | ------- |
| 全球 | 2015年4月28日  | 數位下載 （宣傳單曲） 流媒体 | Fueled by Ramen     | [ 3 ]   |
| 美國 | 2015年11月10日 | 當代流行電台                 | Fueled by Ramen RRP | [ 113 ] |